# Philodendron lazorii
Philodendron lazorii är en kallaväxtart som beskrevs av Thomas Bernard Croat. Philodendron lazorii ingår i släktet Philodendron och familjen kallaväxter.
Artens utbredningsområde är Panamá. Inga underarter finns listade.